# Anton Ivanovici Denikin
Anton Ivanovici Denikin (în limba rusă: Анто́н Ива́нович Дени́кин) (n. 16 decembrie 1872 – d. 8 august 1947) a fost general locotenent al Armatei imperiale ruse și unul dintre cei mai importanți lideri ai contrarevoluționarilor albi din războiul civil rus.
S-a născut în Włocławek, lângă Varșovia, în familia unui ofițer inferior de armată. Fiind un tânăr priceput și cu o ambiție uriașă, el a reușit să-și depășească originea modestă. A urmat cursurile Școlii Militare din Kiev și ale Academiei de Stat Major. Și-a început serviciul activ în timpul războiului ruso-japonez.
În august 1914, Denikin era general maior și comandant al districtului militar Kiev. A fost numit în septembrie adjunct al șefului Statului Major al Armatei a 8-a, participând mai târziu la luptele din Galiția în funcția de comandant al Brigăzii a 4-a de pușcași.
În 1916 a fost numit la comanda Corpului al VIII-lea și a condus acțiunile armatei imperiale pe frontul din România în timpul ultimei acțiuni importante ruse din război, ofensiva Brusilov. După Revoluția din Februarie, a fost șeful Statului Major al generalilor Mihail Alexseev, Alexei Brusilov și în cele din urmă Lavr Gheorghievici Kornilov. Denikin a sprijinit tentativa de lovitură de stat a comandantului lui din septembrie 1917 și a fost arestat și închis cu acesta.
După Revoluția din Octombrie, atât Denikin cât și Kornilov au fugit la Novocerkassk, în Rusia de sud unde, împreună cu alți ofițeri țariști, au format Armata Voluntarilor, comandată mai întâi de Mihail Alexseev.
Kornilov a fost ucis în aprilie 1918 lângă Ecaterinodar, iar Denikin a ajuns comandantul Armatei Voluntarilor. Deși printre ofițerii săi mai sentimentali exista dorința de a-l numi comandant suprem pe Marele Duce Nicolae, Denikin nu s-a arătat dornic să împartă puterea cu cineva. În fața contraofensivei comuniștilor, generalul și-a retras armatele către Don. Denikin a făcut o ultimă încercare temerară de atac al forțelor albilor din sud pentru cucerirea Moscovei în vara anului 1919. întinsă pe un front mult prea larg, armatele sale au fost înfrânte în cele din urmă la Orel în octombrie, la aproximativ 400 km sud de Moscova. După această înfrângere, forțele albilor din sudul Rusiei s-au retras neîntrerupt, până când au ajuns în Crimeea în martie 1920.
Câtă vreme s-a aflat în fruntea armatei sale, Denikin s-a străduit să reinstaureze legea și libertățile cetățenești în zonele pe care le controla. În aceste zone el a încercat să aplice o îndelung așteptată reformă agricolă, dar nu a avut timpul necesar să-și desăvârșească acțiunea. Această reformă era gândită pentru a câștiga sprijinul proprietarilor mici și mijlocii de pământ.
Forțele lui Denikin sunt responsabile pentru pogromurile împotriva evreilor din Ucraina și Rusia, justificate de așa-zisul sprijin acordat de aceștia din urmă bolșevicilor prin participarea la administrația roșie și în Ceka. Studiul lui Nahum Gergel din 1951 stabilea că au fost 887 pogromuri în Ucraina, dintre care 17% au fost comise de Armata Albă, în special când aceasta s-a aflat sub comanda lui Denikin. Alte surse atribuie o proporție mai mare din pogromurile ucrainiene Armatei Albe.
Denikin a demisionat în aprilie în favoarea lui Piotr Nikolaievici Wrangel și a părăsit țara pe calea apei îndreptându-se către Istanbul. A locuit pentru diferite perioade de timp în Anglia, Belgia și Ungaria. Din 1926 a locuit în Franța. Din 1945 până la moarte (1947) a trăit în Statele Unite și a murit la Ann Arbor, Michigan, (SUA) în 1947.
Fiica sa, Marina Denikina, a cerut și a primit cetățenia rusă în 2005. Pe 3 octombrie în același an, în conformitate cu dorința fiicei generalului și cu aprobarea președintelui Federației Ruse Vladimir Putin, rămășițele pământești ale lui Denikin au fost transferate din Statele Unite și au fost reînhumate la Mânăstirea Donskoi din Moscova. Marina Denikina s-a stins din viață pe 7 noiembrie 2005 la locuința sa din Versailles, lângă Paris.

## Opera
Denikin a scris mai multe cărți printre care:
- Dezordinea rusă, (5 volume), Paris, 1921-1923. militera.lib.ru
  - Очерки русской смуты, Москва, «Вагриус», 2002 ISBN 5-264-00809-4
- Vechea armată, 1929
- Ofițeri, 1931
  - Vechea armată. Ofițeri , 2005 ISBN 5-8112-1411-1
- Cariera unui ofițer țarist. Memorii; 1872-1916; publicată postum, 1953. militera.lib.ru